# Børkop Motor Sport
 For alternative betydninger, se BMS.
Børkop Motor Sport (BMS), er en motorcross-klub hjemhørende i Børkop.
Klubben blev etableret den 21. maj 1976 af en gruppe unge motorcykel-entusiaster, som lejede en gammel grusgrav, sydøst for Børkop, hvor den første motorcross-bane blev anlagt, men banen kunne ikke godkendes.
I 1977 etablerede klubben sig med en bane ved Sønderskoven, som stadig anvendes (2011).

## Ekstern henvisning
- BMS hjemmeside

| Sport | Spire Denne artikel om sport er en spire som bør udbygges. Du er velkommen til at hjælpe Wikipedia ved at udvide den. |

55°39′08″N 9°36′54″Ø / 55.6521°N 9.615°Ø